# São Martinho de Silvares
São Martinho de Silvares ist eine Gemeinde im Norden Portugals.
São Martinho de Silvares gehört zum Kreis Fafe im Distrikt Braga, besitzt eine Fläche von 6,3 km² und hat 1256 Einwohner (Stand 19. April 2021).